# Yasmine Kassari
Yasmine Kassari est une réalisatrice et une scénariste belgo-marocaine, née le 	
3 octobre 1972 à Jerada (Maroc).

## Biographie
Elle effectue une année d'études de médecine à Paris. Puis elle décide de se consacrer au cinéma et s'inscrit à l'INSAS à Bruxelles.
Parallèlement à l'INSAS, elle travaille dans une société de production Les Films de la drève.
En 1996, elle réalise son premier court-métrage, Le Feutre noir. En 1996 et 2000, elle réalise Chiens errants et Linda et Nadia, deux courts métrages de fiction. En 2002, elle réalise Quand les hommes pleurent, un documentaire sur l'immigration clandestine des travailleurs marocains en Espagne. Le film montre notamment le travail mal rémunéré, les logements insalubres, et les comportements racistes de petits patrons et propriétaires, avec la complicité tacite des autorités locales,.
Elle réalise en 2004 son premier long métrage de fiction intitulé L'Enfant endormi avec lequel elle reçoit plusieurs  récompenses internationales, comme le prix du public au festival Premiers Plans d'Angers en 2005, le Trophée du premier scénario, décerné par le Centre national de la cinématographie, le prix du meilleur scénario au festival bruxellois Filmer à tout prix, etc..

## Filmographie
- 1995 : Chiens errants (court métrage)
- 2000 : Linda et Nadia (court métrage)
- 2001 : Quand les hommes pleurent (documentaire)
- 2004 : L'Enfant endormi